# Jászberényi járás
A Jászberényi járás Jász-Nagykun-Szolnok vármegyéhez tartozó járás Magyarországon, amely 2013-ban jött létre. Székhelye Jászberény. Területe 617,01 km², népessége 49 878 fő, népsűrűsége 82 fő/km² volt a 2012. évi adatok szerint. Három város (Jászberény, Jászárokszállás és Jászfényszaru) és hat község tartozik hozzá.
A Jászberényi járás a járások 1983-as megszüntetése előtt is mindvégig létezett, ezen a néven az 1950-es járásrendezéstől kezdve. Korábbi neve Jászsági felső járás volt, székhelye mindvégig Jászberény volt.

## Települései
| Település            | Rang (2013. július 15.) | Kistérség (2013. január 1.) | Népesség (2017. január 1.) | Terület (km²) |
| -------------------- | ----------------------- | --------------------------- | -------------------------- | ------------- |
| Jászberény           | járásszékhely város     | Jászberényi                 | 26 360                     | 221,35        |
| Jászárokszállás      | város                   | Jászberényi                 | 7 662                      | 77,17         |
| Jászfényszaru        | város                   | Jászberényi                 | 5 619                      | 76,16         |
| Jászágó              | község                  | Jászberényi                 | 695                        | 36,93         |
| Jászboldogháza       | község                  | Jászberényi                 | 1 685                      | 55,31         |
| Jászfelsőszentgyörgy | község                  | Jászberényi                 | 1 902                      | 39,28         |
| Jászjákóhalma        | község                  | Jászberényi                 | 2 792                      | 45,04         |
| Jásztelek            | község                  | Jászberényi                 | 1 645                      | 41,15         |
| Pusztamonostor       | község                  | Jászberényi                 | 1 518                      | 24,62         |

## Története
A Jászberényi járás az 1950-es járásrendezés során jött létre 1950. június 1-jén az addigi Jászsági felső járás nevének megváltoztatásával.
Területe 1961-ben, a szomszédos Jászapáti járás megszűnésekor jelentősen megnőtt, amikor annak községeit kettő kivételével idecsatolták. A kettő közül az egyiket, Jászladányt, 1974-ben csatolták ide a Szolnoki járástól.
1984. január 1-jétől új közigazgatási beosztás lépett életbe, ezért 1983. december 31-én valamennyi járás megszűnt, így a Jászberényi is. A megszűnő járás területéből alakult ki a Jászberényi városkörnyék.

### Községei 1950 és 1983 között
Az alábbi táblázat felsorolja a Jászberényi járáshoz tartozott községeket, bemutatva, hogy mikor tartoztak ide, és hogy hova tartoztak megelőzően, illetve később.
Meg kell jegyezni, hogy a tanácsrendszer első éveiben, 1950 és 1954 között Jászberény jogállása közvetlenül a járási tanács alá rendelt város volt, vagyis a járáshoz tartozott.
| Község               | Mikortól           | Honnan                      | Meddig             | Hova                        |
| -------------------- | ------------------ | --------------------------- | ------------------ | --------------------------- |
| Alattyán             | 1950. június 1.    | Jászsági felső járásból     | 1983. december 31. | Jászberényi városkörnyékhez |
| Jánoshida            | 1950. június 1.    | Jászsági felső járásból     | 1983. december 31. | Jászberényi városkörnyékhez |
| Jászágó              | 1952. január 1.    | Jászárokszállás területéből | 1983. december 31. | Jászberényi városkörnyékhez |
| Jászalsószentgyörgy  | 1961. november 1.  | Jászapáti járásból          | 1983. december 31. | Jászberényi városkörnyékhez |
| Jászapáti            | 1961. november 1.  | Jászapáti járásból          | 1983. december 31. | Jászberényi városkörnyékhez |
| Jászárokszállás      | 1950. június 1.    | Jászsági felső járásból     | 1983. december 31. | Jászberényi városkörnyékhez |
| Jászboldogháza       | 1950. június 1.    | Jászsági felső járásból     | 1983. december 31. | Jászberényi városkörnyékhez |
| Jászdózsa            | 1961. november 1.  | Jászapáti járásból          | 1983. december 31. | Jászberényi városkörnyékhez |
| Jászfelsőszentgyörgy | 1950. június 1.    | Jászsági felső járásból     | 1983. december 31. | Jászberényi városkörnyékhez |
| Jászfényszaru        | 1950. június 1.    | Jászsági felső járásból     | 1983. december 31. | Jászberényi városkörnyékhez |
| Jászivány            | 1961. november 1.  | Jászapáti járásból          | 1983. december 31. | Jászberényi városkörnyékhez |
| Jászjákóhalma        | 1950. június 1.    | Jászsági felső járásból     | 1983. december 31. | Jászberényi városkörnyékhez |
| Jászkisér            | 1961. november 1.  | Jászapáti járásból          | 1983. december 31. | Jászberényi városkörnyékhez |
| Jászladány           | 1974. december 31. | Szolnoki járásból           | 1983. december 31. | Jászberényi városkörnyékhez |
| Jászszentandrás      | 1961. november 1.  | Jászapáti járásból          | 1983. december 31. | Jászberényi városkörnyékhez |
| Jásztelek            | 1950. június 1.    | Jászsági felső járásból     | 1983. december 31. | Jászberényi városkörnyékhez |
| Pusztamonostor       | 1950. június 1.    | Jászsági felső járásból     | 1983. december 31. | Jászberényi városkörnyékhez |

### Történeti adatai
Megszűnése előtt, 1983 végén területe 940 km², népessége pedig mintegy 67 ezer fő volt.